# Bernhard Lasotta

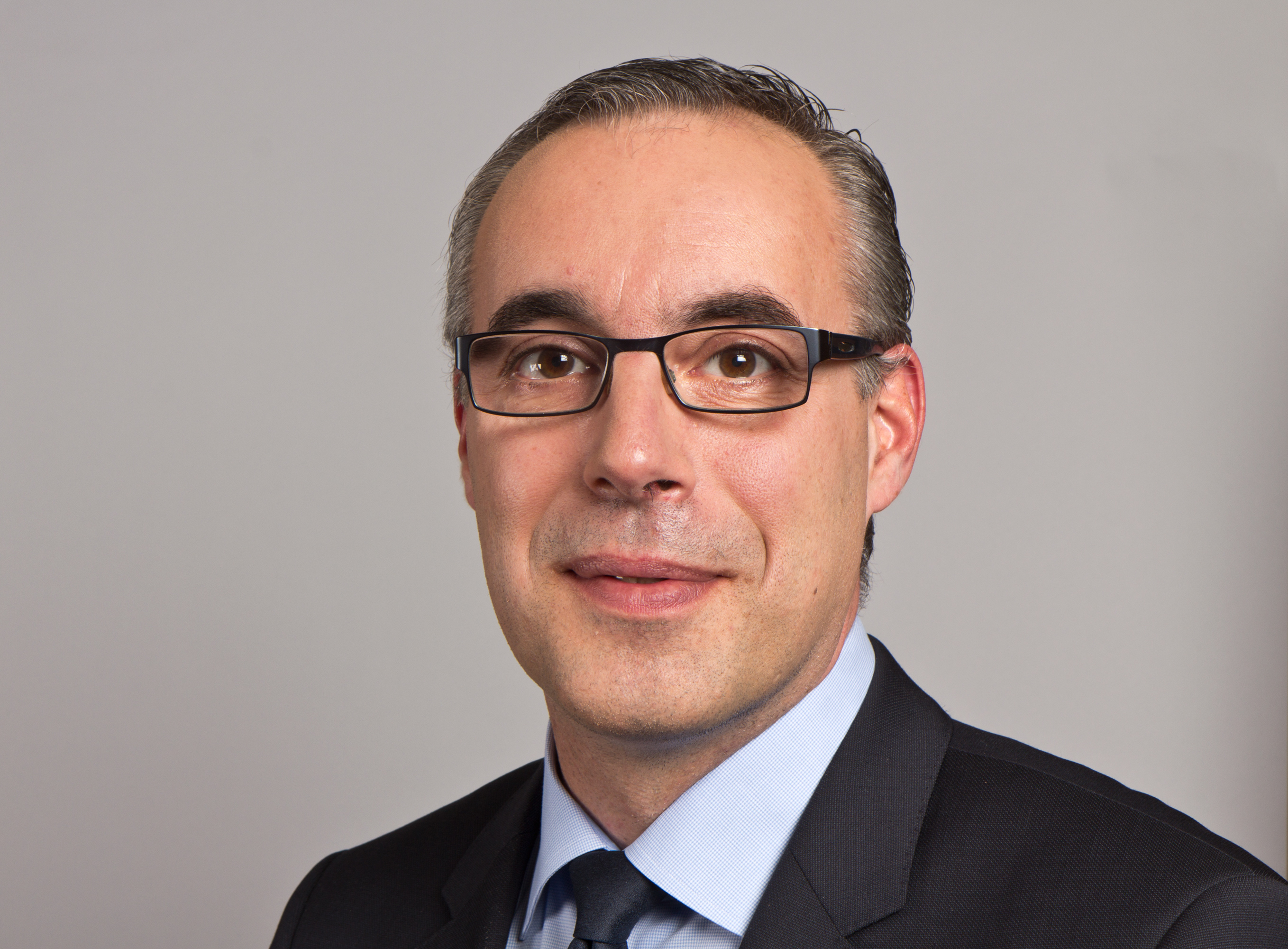
Bernhard Lasotta, 2013

Bernhard Michael Lasotta (* 16. Januar 1969 in Heilbronn; † 11. Januar 2019 ebenda) war ein deutscher Politiker der CDU und Arzt. Von 2001 bis zu seinem Tod war er Mitglied des Landtags von Baden-Württemberg.

## Ausbildung und Beruf
Nach dem Abitur am Hohenstaufen-Gymnasium Bad Wimpfen und dem Wehrdienst begann er ein Studium der Medizin an der Ruprecht-Karls-Universität Heidelberg, das er 1997 mit dem Staatsexamen abschloss. Von 1997 bis 1999 war er Arzt im Praktikum am Heilbronner Klinikum am Gesundbrunnen. Seine Dissertation schrieb er in dieser Zeit am Institut für Medizinische Biometrie und Informatik der Universität Heidelberg, wo er 1999 zum Doktor der Medizin promoviert wurde. Das Thema seiner Arbeit lautete Beschreibung und Vergleich der Spontanerfassungssysteme für unerwünschte Arzneimittelwirkungen. Ab 1999 war Lasotta Assistenzarzt an der Klinik für Anästhesie und operative Intensivmedizin der SLK-Kliniken Heilbronn. Nebenberuflich studierte er einige Semester Betriebswirtschaftslehre mit Schwerpunkt Krankenhauswirtschaft an der Verwaltungsakademie Rhein-Neckar in Mannheim.

## Politische Tätigkeit
Bernhard Lasottas politische Karriere begann 1985 mit seinem Eintritt in die Junge Union. Von 1989 bis 2009 war er Stadtrat in Bad Wimpfen und Vorsitzender der gemeinsamen Fraktion von CDU und Freien Wählern im Gemeinderat. Von 1994 bis 2009 war er stellvertretender Bürgermeister der Stadt Bad Wimpfen. Ab 2004 war er Mitglied des Kreistags im Landkreis Heilbronn und seit 2005 Vorsitzender des CDU-Kreisverbands Heilbronn.
Bei den baden-württembergischen Landtagswahlen 1992 und 1996 war er Zweitkandidat der CDU im Wahlkreis Neckarsulm. Bei der Wahl am 25. März 2001 trat er als Nachfolger Hermann Mühlbeyers im selben Wahlkreis als Erstkandidat der CDU an und errang das Direktmandat. Bei der nächsten Landtagswahl am 26. März 2006 konnte er sein Mandat mit 46,4 Prozent der Stimmen verteidigen, ebenso am 27. März 2011 mit 40,7 Prozent und am 13. März 2016 mit 25,8 Prozent.
In der 15. Wahlperiode von 2011 bis 2016 war er im Landtag Mitglied des Ständigen Ausschusses und des Ausschusses für Integration und stellvertretendes Mitglied in den Ausschüssen für Finanzen und Wirtschaft sowie für Arbeit und Sozialordnung, Familie, Frauen und Senioren. Außerdem war er integrationspolitischer Sprecher der CDU-Fraktion.
Nachdem Lasotta am 11. Januar 2019 fünf Tage vor seinem 50. Geburtstag gestorben war, rückte seine Ersatzbewerberin Isabell Huber am 22. Januar 2019 in den Landtag nach.

## Familie und Privates
Bernhard Lasotta war römisch-katholisch. Er wohnte in Bad Wimpfen, war verheiratet und Vater zweier Kinder. Er starb fünf Tage vor seinem 50. Geburtstag an einer unheilbaren Krankheit.